# Marko Marjanović
Marko Marjanović –en serbio, Марко Марјановић– (Belgrado, Yugoslavia, 24 de noviembre de 1985) es un deportista serbio que compitió en remo.
Ganó una medalla de plata en el Campeonato Mundial de Remo de 2007 y tres medallas en el Campeonato Europeo de Remo entre los años 2009 y 2011.

## Palmarés internacional
| Campeonato Mundial | Campeonato Mundial          | Campeonato Mundial | Campeonato Mundial |
| Año                | Lugar                       | Medalla            | Prueba             |
| ------------------ | --------------------------- | ------------------ | ------------------ |
| 2007               | Múnich (Alemania)           | Medalla de plata   | Cuatro con timonel |
| Campeonato Europeo |                             |                    |                    |
| Año                | Lugar                       | Medalla            | Prueba             |
| 2009               | Brest (Bielorrusia)         | Medalla de bronce  | Doble scull        |
| 2010               | Montemor-o-Velho (Portugal) | Medalla de bronce  | Dos sin timonel    |
| 2011               | Plovdiv (Bulgaria)          | Medalla de plata   | Doble scull        |